# IBU Cup 2023-2024
Ne doit pas être confondu avec Coupe du monde de biathlon 2023-2024.
Navigation
Édition précédente Édition suivante
L'IBU Cup 2023/2024 est la seizième édition de l'IBU Cup de biathlon. Elle se déroule entre le 30 novembre 2023 et le 9 mars 2024. La compétition se compose de 8 étapes. La saison est ponctuée en janvier par les championnats d'Europe 2024 à Brezno-Osrblie.
Mats Øverby remporte le gros globe de cristal du classement général à deux courses de la fin de la saison. Océane Michelon remporte le gros globe de cristal du classement général à l'issue de la dernière course.

## Programme
| Étape | Lieu                 | Date début       | Date fin         |
| ----- | -------------------- | ---------------- | ---------------- |
| 1     | Kontiolahti          | 30 novembre 2023 | 3 décembre 2023  |
| 2     | Idre Fjäll           | 8 décembre 2023  | 10 décembre 2023 |
| 3     | Sjusjøen             | 13 décembre 2023 | 16 décembre 2023 |
| 4     | Martell-Val Martello | 4 janvier 2024   | 7 janvier 2024   |
| 5     | Ridnaun-Val Ridanna  | 10 janvier 2024  | 13 janvier 2024  |
| ChE   | Brezno-Osrblie       | 24 janvier 2024  | 28 janvier 2024  |
| 6     | Arber                | 1er février 2024 | 3 février 2024   |
| 7     | Obertilliach         | 29 février 2024  | 3 mars 2024      |
| 8     | Obertilliach         | 6 mars 2024      | 9 mars 2024      |

| \| Kontiolahti Idre Sjusjøen Martell-Val Martello Ridnaun-Val Ridanna Osrblie Arber Obertilliach \| Les sites des compétitions en Europe |
| Kontiolahti Idre Sjusjøen Martell-Val Martello Ridnaun-Val Ridanna Osrblie Arber Obertilliach                                            |

## Attribution des points
| Place  | 1  | 2  | 3  | 4  | 5  | 6  | 7  | 8  | 9  | 10 | 11 | 12 | 13 | 14 | 15 | 16 | 17 | 18 | 19 | 20 | 21 | 22 | 23 | 24 | 25 | 26 | 27 | 28 | 29 | 30 | 31 | 32 | 33 | 34 | 35 | 36 | 37 | 38 | 39 | 40 |
| ------ | -- | -- | -- | -- | -- | -- | -- | -- | -- | -- | -- | -- | -- | -- | -- | -- | -- | -- | -- | -- | -- | -- | -- | -- | -- | -- | -- | -- | -- | -- | -- | -- | -- | -- | -- | -- | -- | -- | -- | -- |
| Points | 90 | 75 | 60 | 50 | 45 | 40 | 36 | 34 | 32 | 31 | 30 | 29 | 28 | 27 | 26 | 25 | 24 | 23 | 22 | 21 | 20 | 19 | 18 | 17 | 16 | 15 | 14 | 13 | 12 | 11 | 10 | 9  | 8  | 7  | 6  | 5  | 4  | 3  | 2  | 1  |

## Classements

### Classements généraux
| Rang | Nom                | Points | Victoire(s) | Podium(s) |
| ---- | ------------------ | ------ | ----------- | --------- |
| 1    | Mats Øverby        | 1325   | 3           | 10        |
| 2    | Johan-Olav Botn    | 1135   | 7           | 12        |
| 3    | Martin Nevland     | 1037   | 1           | 6         |
| 4    | Martin Uldal       | 980    | 2           | 8         |
| 5    | Isak Frey          | 917    | 3           | 8         |
| 6    | Danilo Riethmüller | 710    | 1           | 4         |
| 7    | Lucas Fratzscher   | 655    | -           | -         |
| 8    | Simon Kaiser       | 621    | 1           | 2         |
| 9    | Vebjørn Sørum      | 538    | 2           | 3         |
| 10   | Daniele Cappellari | 436    | -           | 3         |

| Rang | Nom               | Points | Victoire(s) | Podium(s) |
| ---- | ----------------- | ------ | ----------- | --------- |
| 1    | Océane Michelon   | 803    | 1           | 7         |
| 2    | Jenny Enodd       | 708    | 1           | 3         |
| 3    | Karoline Erdal    | 691    | 2           | 2         |
| 4    | Anaëlle Bondoux   | 657    | 2           | 2         |
| 5    | Emily Schumann    | 597    | -           | 2         |
| 6    | Maren Kirkeeide   | 589    | 3           | 5         |
| 7    | Ida Lien          | 577    | 1           | 5         |
| 8    | Emilie Kalkenberg | 488    | 1           | 3         |
| 9    | Julia Tannheimer  | 481    | 1           | 1         |
| 10   | Ella Halvarsson   | 476    | -           | 1         |

### Classement par discipline

#### Individuel
| Rang | Nom           | Points |
| ---- | ------------- | ------ |
| 1    | Mats Øverby   | 276    |
| 2    | Vebjørn Sørum | 180    |
| 3    | Isak Frey     | 180    |

| Rang | Nom             | Points |
| ---- | --------------- | ------ |
| 1    | Maren Kirkeeide | 215    |
| 2    | Emily Schumann  | 125    |
| 3    | Karoline Erdal  | 120    |

#### Sprint
| Rang | Nom             | Points |
| ---- | --------------- | ------ |
| 1    | Johan-Olav Botn | 660    |
| 2    | Mats Øverby     | 603    |
| 3    | Martin Nevland  | 492    |

| Rang | Nom                    | Points |
| ---- | ---------------------- | ------ |
| 1    | Océane Michelon        | 398    |
| 2    | Karoline Erdal         | 375    |
| 3    | Anna-Karin Heijdenberg | 321    |

#### Poursuite
| Rang | Nom            | Points |
| ---- | -------------- | ------ |
| 1    | Mats Øverby    | 271    |
| 2    | Martin Nevland | 254    |
| 3    | Isak Frey      | 220    |

| Rang | Nom             | Points |
| ---- | --------------- | ------ |
| 1    | Océane Michelon | 206    |
| 2    | Jenny Enodd     | 197    |
| 3    | Ida Lien        | 170    |

#### Mass start
| Rang | Nom            | Points |
| ---- | -------------- | ------ |
| 1    | Martin Nevland | 225    |
| 2    | Mats Øverby    | 175    |
| 3    | Martin Uldal   | 157    |

| Rang | Nom             | Points |
| ---- | --------------- | ------ |
| 1    | Anaëlle Bondoux | 150    |
| 2    | Océane Michelon | 125    |
| 3    | Jenny Enodd     | 123    |

## Calendrier et podiums

### Hommes
| Étape                                                          | Lieu                 | Épreuve                | Date                      | Vainqueur          | Deuxième        | Troisième          | Leader du classement général |
| -------------------------------------------------------------- | -------------------- | ---------------------- | ------------------------- | ------------------ | --------------- | ------------------ | ---------------------------- |
| 1                                                              | Kontiolahti          | Individuel 20 km       | 30 novembre 2023          | Johan-Olav Botn    | Mats Øverby     | Martin Nevland     | Johan-Olav Botn              |
| 1                                                              | Kontiolahti          | Sprint 10 km           | 2 décembre 2023           | Johan-Olav Botn    | Philipp Horn    | Mats Øverby        | Johan-Olav Botn              |
| 2                                                              | Idre Fjäll           | Sprint 10 km           | 8 décembre 2023           | Johan-Olav Botn    | Martin Nevland  | Martin Uldal       | Johan-Olav Botn              |
| 2                                                              | Idre Fjäll           | Sprint 10 km           | 9 décembre 2023           | Philipp Horn       | Johan-Olav Botn | Oscar Lombardot    | Johan-Olav Botn              |
| 2                                                              | Idre Fjäll           | Poursuite 12,5 km      | 10 décembre 2023          | Johan-Olav Botn    | Philipp Horn    | Martin Uldal       | Johan-Olav Botn              |
| 3                                                              | Sjusjøen             | Sprint 10 km           | 13 décembre 2023          | Simon Kaiser       | Johan-Olav Botn | Mats Øverby        | Johan-Olav Botn              |
| 3                                                              | Sjusjøen             | Poursuite 12,5 km      | 15 décembre 2023          | Johan-Olav Botn    | Martin Uldal    | Martin Nevland     | Johan-Olav Botn              |
| 3                                                              | Sjusjøen             | Mass-Start 60 15 km    | 16 décembre 2023          | Martin Nevland     | Mats Øverby     | Johan-Olav Botn    | Johan-Olav Botn              |
| 4                                                              | Martell-Val Martello | Individuel court 15 km | 4 janvier 2024            | Vebjørn Sørum      | Mats Øverby     | Isak Frey          | Johan-Olav Botn              |
| 4                                                              | Martell-Val Martello | Sprint 10 km           | 6 janvier 2024            | Isak Frey          | Mats Øverby     | Danilo Riethmüller | Johan-Olav Botn              |
| 4                                                              | Martell-Val Martello | Poursuite 12,5 km      | 7 janvier 2024            | Isak Frey          | Vebjørn Sørum   | Danilo Riethmüller | Johan-Olav Botn              |
| 5                                                              | Ridnaun-Val Ridanna  | Sprint 10 km           | 10 janvier 2024           | Johan-Olav Botn    | Mats Øverby     | Danilo Riethmüller | Johan-Olav Botn              |
| 5                                                              | Ridnaun-Val Ridanna  | Mass-Start 60 15 km    | 12 janvier 2024           | Danilo Riethmüller | Martin Nevland  | Antonin Guigonnat  | Johan-Olav Botn              |
| Championnats d'Europe de biathlon 2024 (24 au 28 janvier 2024) |                      |                        |                           |                    |                 |                    |                              |
| CE                                                             | Brezno-Osrblie       | Individuel 20 km       | 24 janvier 2024           | Vebjørn Sørum      | Johan-Olav Botn | Martin Uldal       | Johan-Olav Botn              |
| CE                                                             | Brezno-Osrblie       | Sprint 10 km           | 26 janvier 2024           | Antonin Guigonnat  | Johan-Olav Botn | Isak Frey          | Johan-Olav Botn              |
| CE                                                             | Brezno-Osrblie       | Poursuite 12,5 km      | 27 janvier 2024           | Isak Frey          | Dmitrii Shamaev | Antonin Guigonnat  | Johan-Olav Botn              |
| Fin des championnats d'Europe                                  |                      |                        |                           |                    |                 |                    |                              |
| 6                                                              | Arber                | Sprint 10 km           | 1er février 2024          | Martin Uldal       | Johan-Olav Botn | Isak Frey          | Johan-Olav Botn              |
| 6                                                              | Arber                | Sprint 10 km           | 3 février 2024            | Johan-Olav Botn    | Martin Uldal    | Simon Kaiser       | Johan-Olav Botn              |
| 7                                                              | Obertilliach         | Sprint 10 km           | 29 février 2024           | Mats Øverby        | Sindre Jorde    | Sverre Aspenes     | Johan-Olav Botn              |
| 7                                                              | Obertilliach         | Poursuite 12,5 km      | 2 mars 2024               | Mats Øverby        | Martin Nevland  | Sindre Jorde       | Johan-Olav Botn              |
| 8                                                              | Obertilliach         | Individuel court 15 km | 6 mars 2024 → 7 mars 2024 | Mats Øverby        | Isak Frey       | Martin Uldal       | Mats Øverby                  |
| 8                                                              | Obertilliach         | Sprint 10 km           | 8 mars 2024               | Martin Uldal       | Isak Frey       | Sverre Aspenes     | Mats Øverby                  |
| 8                                                              | Obertilliach         | Mass-Start 60 15 km    | 9 mars 2024               | Sverre Aspenes     | Martin Uldal    | Martin Nevland     | Mats Øverby                  |

### Femmes
| Étape                                                          | Lieu                 | Épreuve                  | Date                      | Vainqueur             | Deuxième          | Troisième              | Leader du classement général |
| -------------------------------------------------------------- | -------------------- | ------------------------ | ------------------------- | --------------------- | ----------------- | ---------------------- | ---------------------------- |
| 1                                                              | Kontiolahti          | Individuel 15 km         | 30 novembre 2023          | Jeanne Richard        | Maren Kirkeeide   | Karoline Erdal         | Jeanne Richard               |
| 1                                                              | Kontiolahti          | Sprint 7,5 km            | 2 décembre 2023           | Emilie Kalkenberg     | Sara Andersson    | Océane Michelon        | Jeanne Richard               |
| 2                                                              | Idre Fjäll           | Sprint 7,5 km            | 8 décembre 2023           | Johanna Puff          | Jenny Enodd       | Jeanne Richard         | Jeanne Richard               |
| 2                                                              | Idre Fjäll           | Sprint 7,5 km            | 9 décembre 2023           | Karoline Erdal        | Juliane Frühwirt  | Anna-Karin Heijdenberg | Jeanne Richard               |
| 2                                                              | Idre Fjäll           | Poursuite 10 km          | 10 décembre 2023          | Jenny Enodd           | Karoline Erdal    | Ella Halvarsson        | Karoline Erdal               |
| 3                                                              | Sjusjøen             | Sprint 7,5 km            | 13 décembre 2023          | Océane Michelon       | Jeanne Richard    | Gro Randby             | Jeanne Richard               |
| 3                                                              | Sjusjøen             | Poursuite 10 km          | 15 décembre 2023          | Anaëlle Bondoux       | Ida Lien          | Stina Nilsson          | Jeanne Richard               |
| 3                                                              | Sjusjøen             | Mass-Start 60 12 km      | 16 décembre 2023          | Julia Tannheimer      | Jenny Enodd       | Ida Lien               | Jeanne Richard               |
| 4                                                              | Martell-Val Martello | Individuel court 12,5 km | 4 janvier 2024            | Julia Kink            | Emily Schumann    | Stina Nilsson          | Jenny Enodd                  |
| 4                                                              | Martell-Val Martello | Sprint 7,5 km            | 6 janvier 2024            | Maren Kirkeeide       | Maya Cloetens     | Stina Nilsson          | Jenny Enodd                  |
| 4                                                              | Martell-Val Martello | Poursuite 10 km          | 7 janvier 2024            | Gilonne Guigonnat     | Anna Andexer      | Johanna Puff           | Jenny Enodd                  |
| 5                                                              | Ridnaun-Val Ridanna  | Sprint 7,5 km            | 10 janvier 2024           | Gilonne Guigonnat     | Sara Scattolo     | Ida Lien               | Jenny Enodd                  |
| 5                                                              | Ridnaun-Val Ridanna  | Mass-Start 60 12 km      | 12 janvier 2024           | Johanna Puff          | Selina Grotian    | Ida Lien               | Jenny Enodd                  |
| Championnats d'Europe de biathlon 2024 (24 au 28 janvier 2024) |                      |                          |                           |                       |                   |                        |                              |
| CE                                                             | Brezno-Osrblie       | Individuel 15 km         | 24 janvier 2024           | Maren Kirkeeide       | Alina Stremous    | Ema Kapustová          | Jenny Enodd                  |
| CE                                                             | Brezno-Osrblie       | Sprint 7,5 km            | 26 janvier 2024           | Ida Lien              | Maren Kirkeeide   | Khrystyna Dmytrenko    | Jenny Enodd                  |
| CE                                                             | Brezno-Osrblie       | Poursuite 10 km          | 27 janvier 2024           | Maren Kirkeeide       | Emilie Kalkenberg | Océane Michelon        | Ida Lien                     |
| Fin des championnats d'Europe                                  |                      |                          |                           |                       |                   |                        |                              |
| 6                                                              | Arber                | Sprint 10 km             | 1er février 2024          | Hannah Auchentaller   | Emilie Kalkenberg | Sara Scattolo          | Jenny Enodd                  |
| 6                                                              | Arber                | Sprint 10 km             | 3 février 2024            | Karoline Erdal        | Camille Bened     | Lea Rothshopf          | Jenny Enodd                  |
| 7                                                              | Obertilliach         | Sprint 7,5 km            | 29 février 2024           | Ragnhild Femsteinevik | Océane Michelon   | Kristina Oberthaler    | Jenny Enodd                  |
| 7                                                              | Obertilliach         | Poursuite 10 km          | 2 mars 2024               | Marthe Johansen       | Océane Michelon   | Tereza Vinklárková     | Jenny Enodd                  |
| 8                                                              | Obertilliach         | Individuel court 12,5 km | 6 mars 2024 → 7 mars 2024 | Lisa Maria Spark      | Chloé Chevalier   | Camille Bened          | Jenny Enodd                  |
| 8                                                              | Obertilliach         | Sprint 7,5 km            | 8 mars 2024               | Stefanie Scherer      | Gro Randby        | Océane Michelon        | Océane Michelon              |
| 8                                                              | Obertilliach         | Mass-Start 60 12 km      | 9 mars 2024               | Anaëlle Bondoux       | Océane Michelon   | Emily Schumann         | Océane Michelon              |

### Mixte
| Étape                                                          | Lieu                | Épreuve                         | Date            | Vainqueur                                                                           | Deuxième                                                                            | Troisième                                                                           | Leader du classement du relais mixte |
| -------------------------------------------------------------- | ------------------- | ------------------------------- | --------------- | ----------------------------------------------------------------------------------- | ----------------------------------------------------------------------------------- | ----------------------------------------------------------------------------------- | ------------------------------------ |
| 1                                                              | Kontiolahti         | Relais 2 × 6 km H + 2 × 6 km F  | 3 décembre 2023 | Norvège - Maren Kirkeeide - Emilie Kalkenberg - Johan-Olav Botn - Mats Øverby       | Suède - Sara Andersson - Anna-Karin Heijdenberg - Emil Nykvist - Henning Sjökvist   | France - Jeanne Richard - Océane Michelon - Théo Guiraud-Poillot - Oscar Lombardot  | Norvège                              |
| 1                                                              | Kontiolahti         | Relais simple 6 km H + 7,5 km F | 3 décembre 2023 | Norvège - Karoline Erdal - Martin Nevland                                           | France - Paula Botet - Rémi Broutier                                                | Italie - Sara Scatollo - Daniele Cappellari                                         | Norvège                              |
| 6                                                              | Ridnaun-Val Ridanna | Relais 2 × 6 km F + 2 × 6 km H  | 13 janvier 2024 | Norvège - Emilie Kalkenberg - Ida Lien - Johan-Olav Botn - Mats Øverby              | Allemagne - Selina Grotian - Emily Schumann - Simon Kaiser - Danilo Riethmüller     | France - Gilonne Guigonnat - Anaëlle Bondoux - Damien Levet - Antonin Guigonnat     | Norvège                              |
| 6                                                              | Ridnaun-Val Ridanna | Relais simple 6 km F + 7,5 km H | 13 janvier 2024 | Norvège - Karoline Erdal - Vebjørn Sørum                                            | France - Camille Bened - Theo Guiraud Poillot                                       | Finlande - Noora Kaisa Keränen - Tuomas Harjula                                     | Norvège                              |
| Championnats d'Europe de biathlon 2024 (24 au 28 janvier 2024) |                     |                                 |                 |                                                                                     |                                                                                     |                                                                                     |                                      |
| ChE                                                            | Brezno-Osrblie      | Relais 2 × 6 km H + 2 × 6 km F  | 28 janvier 2024 | Norvège- Isak Frey - Johan-Olav Botn - Ida Lien - Maren Kirkeeide                   | France - Théo Guiraud-Poillot - Antonin Guigonnat - Océane Michelon - Camille Bened | Italie - Nicola Romanin - Nicolò Betemps - Beatrice Trabucchi - Hannah Auchentaller | Norvège                              |
| ChE                                                            | Brezno-Osrblie      | Relais simple 6 km H + 7,5 km F | 28 janvier 2024 | Suède- Anton Ivarsson - Sara Andersson                                              | Norvège - Vebjørn Sørum - Emilie Kalkenberg                                         | Autriche - Patrick Jakob - Kristina Oberthaler                                      | Norvège                              |
| Fin des championnats d'Europe                                  |                     |                                 |                 |                                                                                     |                                                                                     |                                                                                     |                                      |
| 7                                                              | Obertilliach        | Relais 2 × 6 km F + 2 × 6 km H  | 3 mars 2024     | Norvège- Åsne Skrede - Ragnhild Femsteinevik - Sindre Fjellheim Jorde - Mats Øverby | Italie - Astrid Plosch - Francesca Brocchiero - Nicola Romanin - David Zingerle     | France - Camille Bened - Chloé Chevalier - Ambroise Meunier - Damien Levet          | Norvège                              |
| 7                                                              | Obertilliach        | Relais simple 6 km F + 7,5 km H | 3 mars 2024     | Norvège - Karoline Erdal - Martin Nevland                                           | France - Paula Botet - Émilien Claude                                               | Allemagne - Lisa Maria Spark - David Zobel                                          | Norvège                              |